# Bud Sagendorf
Bud Sagendorf (né le 22 mars 1915 à Wenatchee et mort le 22 septembre 1994 à Santa Monica) est un auteur de bande dessinée américain connu pour son travail sur le comic strip d'E. C. Segar The Thimble Theatre Starring Popeye.

## Biographie
Assistant et ami de Segar à partir de 1932, il se charge après la mort de celui-ci en 1938 des produits dérivés de Popeye, se sentant trop jeune pour assurer le strip seul. De 1946 à 1968, il réalise des histoires inédites pour divers comic books mettant en scène le marin. En 1959, il reprend le comic strip, qu'il anime jusqu'en 1986 pour le strip quotidien et jusqu'à sa mort d'un cancer du cerveau pour la page dominicale.